# Coppa del mondo di marcia 1961
La Coppa del mondo di marcia 1961 (1961 IAAF World Race Walking Cup) si è svolta a Lugano, in Svizzera, dal 15 al 16 ottobre.

## Medagliati

### Uomini
| Specialità     | Oro          | Prestazione | Argento      | Prestazione | Bronzo          | Prestazione |
| 20 km          | Ken Matthews | 1h30'55"    | Lennart Back | 1h32'12"    | George Williams | 1h34'02"    |
| 50 km          | Abdon Pamich | 4h25'38"    | Don Thompson | 4h30'35"    | Åke Söderlund   | 4h36'48"    |
| Gara a squadre | Regno Unito  | 53 pt.      | Svezia       | 53 pt.      | Italia          | 28 pt.      |